# کتلین پارلو
کَتلین پارلو (انگلیسی: Kathleen Parlow؛ ۱۸۹۰ – ۱۹۶۳) یک موسیقی‌دان و نوازندهٔ مشهور ویولن اهل کانادا بود.
تکنیک عالیِ نوازندگیِ او در ویولن سبب شد تا به او لقب «بانوی آرشه طلایی» بدهند.
با آنکه او در سن ۴ سالگی کانادا را ترک کرد (و ساکنِ سان فرانسیسکو شد) و تا سال ۱۹۴۰ میلادی به کانادا بازنگشت، با این وجود، از او با لقب و عنوان «ویولونیست کانادایی» یاد می‌شود.
پارلو در کنسرواتوار سنت پیترزبورگ یکی از شاگردان «لئوپولد آئر» بود. او نخستین فرد خارجی بود که در این کنسرواتوار مشهور تحصیل کرد و در میان ۴۵ دانشجو، تنها دانشجوی مؤنث آن مؤسسه محسوب می‌شد.